# Herrick (Dakota del Sud)
Herrick és una població dels Estats Units a l'estat de Dakota del Sud. Segons el cens del 2000 tenia 105 habitants.

## Demografia
Segons el cens del 2000, Herrick tenia 105 habitants, 42 habitatges, i 24 famílies. La densitat de població era de 79,5 habitants per km².
Dels 42 habitatges en un 31% hi vivien nens de menys de 18 anys, en un 54,8% hi vivien parelles casades, en un 4,8% dones solteres, i en un 40,5% no eren unitats familiars. En el 35,7% dels habitatges hi vivien persones soles el 14,3% de les quals corresponia a persones de 65 anys o més que vivien soles. El nombre mitjà de persones vivint en cada habitatge era de 2,5 i el nombre mitjà de persones que vivien en cada família era de 3,44.
Per edats la població es repartia de la següent manera: un 29,5% tenia menys de 18 anys, un 9,5% entre 18 i 24, un 25,7% entre 25 i 44, un 17,1% de 45 a 60 i un 18,1% 65 anys o més.
L'edat mediana era de 38 anys. Per cada 100 dones de 18 o més anys hi havia 105,6 homes.
La renda mediana per habitatge era de 23.056 $ i la renda mediana per família de 31.250 $. Els homes tenien una renda mediana de 21.250 $ mentre que les dones 18.750 $. La renda per capita de la població era d'11.906 $. Cap de les famílies i el 6% de la població estaven per davall del llindar de pobresa.

## Poblacions més properes
El següent diagrama mostra les poblacions més properes.